# Dracaena bequaertii
Dracaena bequaertii är en sparrisväxtart som beskrevs av De Wild. Dracaena bequaertii ingår i släktet dracenor, och familjen sparrisväxter. Inga underarter finns listade i Catalogue of Life.